# Ардро-под-Великим Трном
Ардро-под-Великим Трном (словен. Ardro pod Velikim Trnom) — поселення в общині Кршко, Споднєпосавський регіон, Словенія. Висота над рівнем моря: 377,3 м.